# Лимавади
Лимава́ди (англ. Limavady, ирл. Léim an Mhadaidh) — средний город района Лимавади, столица района, находящийся в графстве Лондондерри Северной Ирландии. Через город протекает река Ро.

## Демография
Лимавади определяется Northern Ireland Statistics and Research Agency (NISRA) как средний таун (то есть как город с населением от 10000 до 18000 человек).